# Pachycephala modesta
A Pachycephala modesta a madarak osztályának verébalakúak (Passeriformes) rendjébe és a légyvadászfélék (Pachycephalidae) családjába tartozó faj.

## Rendszerezése
A fajt Charles Walter De Vis ausztráliai ornitológus írta le 1894-ben, a Poecilodryas nembe Poecilodryas modesta néven.

## Alfajai
- Pachycephala modesta hypoleuca (Reichenow, 1915) - eredetileg különálló fajként írták le, Új-Guinea középső részének keleti felén él.
- Pachycephala modesta modesta (De Vis, 1894) - Új-Guinea déli része
- Pachycephala modesta telefolminensis (Gilliard & LeCroy, 1961) - Új-Guinea középső része [2]

## Előfordulása
Új-Guinea keleti részén, Pápua Új-Guinea területén honos. Természetes élőhelyei a szubtrópusi és trópusi hegyi esőerdők és magaslati füves puszták. Állandó, nem vonuló faj.

## Megjelenése
Testhossza 14 centiméter, testtömege 19-21 gramm.

## Életmódja
Rovarokkal és esetenként gyümölcsökkel táplálkozik.

## Természetvédelmi helyzete
Az elterjedési területe nagy, egyedszáma viszont stabil. A Természetvédelmi Világszövetség Vörös listáján nem fenyegetett fajként szerepel.